# Carrouge
Carrouge är en ort i kommunen Jorat-Mézières i kantonen Vaud i Schweiz. Den är kommunens huvudort och ligger cirka 14,5 kilometer nordost om Lausanne. Orten har 1 421 invånare (2021).
Orten var före den 1 juli 2016 en egen kommun, men slogs då samman med kommunerna Ferlens och Mézières till den nya kommunen Jorat-Mézières.